# Sosłan Ramonow
Sosłan Ludwikowicz Ramonow (ros.  Сослан Людвикович Рамонов; ur. 1 stycznia 1991 roku) – rosyjski zapaśnik walczący w stylu wolnym. Złoty medalista olimpijski z Rio de Janeiro 2016 w kategorii 65 kg.
Mistrz świata w 2014 i trzeci w 2015. Triumfator igrzysk wojskowych w 2015. Wojskowy mistrz świata z 2017 i 2018. Drugi w Pucharze Świata w 2014 i dziewiąty w 2013. Mistrz Rosji w 2014 i 2016, drugi w 2013 i 2015 i brązowy medalista w 2012 roku.